# Djeki
Djeki est un village du Cameroun situé dans le département du Mayo-Tsanaga et la Région de l'Extrême-Nord, à proximité de la frontière avec le Nigeria. Il fait partie de la commune de Bourrha et du canton de Tchevi.

## Population
Lors du recensement de 1987, Djeki comptait 465 habitants. En 2000 la population était estimée à 650 personnes. Le recensement de 2005 en a dénombré 970.
Les habitants de Djeki sont tous musulmans. Les quelques chrétiens sont partis à Tchevi.
C'est l'un des six villages où l'on parle le sharwa, une langue tchadique du groupe biu-mandara, mais Djeki peut être considéré comme le cœur de cette communauté linguistique. Cependant quelques personnes comprennent et parlent le gude et le jimi. Le peul est également utilisé, et parfois le français, surtout par les plus jeunes qui quittent le village.
Tous les enfants de Djeki fréquentent l'école primaire, mais peu ont les moyens d'envisager l'enseignement secondaire.

## Transports
Le réseau routier est acceptable, même pendant la saison des pluies qui n'empêche pas les gens de se déplacer, à pied ou à bicyclette.